# ميمي هيرش
ميمي هيرش (بالإنجليزية: Mimi Hirsh)‏ (1947، والثام في الولايات المتحدة - 8 أبريل 2016، بوسطن في الولايات المتحدة)؛ روائية أمريكية. درست في كلية بوسطن.